# Robert Wagner
Robert John Wagner Jr. (Detroit, 10 de febrero de 1930) es un actor estadounidense del cine clásico y televisión. 
En los años 50 fue una estrella juvenil de cine, en los 60 con papeles secundarios más adultos y en los 70 y 80 una estrella televisiva con las series Ladrón sin destino (1968-1970) y Hart to Hart (1979-1984). Estuvo casado dos veces con la actriz Natalie Wood.

## Biografía
Nacido en Detroit (Míchigan) hijo de un ejecutivo de la industria del acero, Wagner se trasladó con su familia a Los Ángeles (California) cuando tenía siete años. 
Wagner se convirtió en un aspirante a actor y fue empleado en una variedad de puestos de trabajo; se cuenta que incluso fue caddy (ayudante de golf) del ya famoso Clark Gable. No llamó la atención de los productores cinematográficos hasta que concurrió con su familia a un restaurante de Beverly Hills y fue «descubierto» por un cazatalentos. 
Debutó en The Happy Years (1950); posteriormente desempeñaría varios personajes secundarios en películas de temas militares hasta Con una canción en mi corazón (1952; de Charles Walters) protagonizada por Susan Hayward, que daría lugar a un contrato con el famoso sello 20th Century Fox. Comienza su lanzamiento como estrella: tras trabajar en alguna película como Titanic (la versión de 1953) protagoniza Beneath the 12-mile reef de Robert D. Webb, junto a Gilbert Roland y Terry Moore. 
Su compañía, la Fox, le daría una serie de papeles como protagonista en películas incluyendo Beneath the 12-mile reef (1953) y El príncipe valiente de Henry Hathaway, adaptación cinematográfica del cómic de Harold Foster, que compartía protagonismo con importantes intérpretes como James Mason, Sterling Hayden, Janet Leigh, Debra Paget y Victor McLaglen. En ese mismo año 1954 trabaja en Broken Lance de Edward Dmytryk compartiendo protagonismo con Spencer Tracy, Richard Widmark, Katy Jurado y Jean Peters en una adaptación al western de la película de Mankiewitz, Odio entre hermanos. 
Realiza también papeles menores, aunque con impresionantes actuaciones, en Un beso antes de morir (1956) y Entre el cielo y el infierno (1956). 
Fue durante su temprana carrera que se convirtió en el protegido del veterano actor Clifton Webb, que aparece con él en Stars and Stripes Forever (1952). Su actuación le valió una nominación para el Globo de Oro y fue el actor revelación más prometedor en películas de cine. 
Según Robert Hofler en El hombre que inventó a Rock Hudson, biografía sobre el agente de talentos de Hollywood Henry Willson, Wagner fue el cliente más destacado que rompió con Willson tras los chismorreos en Hollywood sobre la homosexualidad de Willson y su mejor cliente, Rock Hudson.
En los años sesenta la carrera de Wagner parece estancada. Aunque trabaja en algunas películas destacadas, como La Pantera Rosa de Blake Edwards y Harper, investigador privado de Jack Smight, no pasa de papeles secundarios. Sin embargo, en 1968 vuelve al primer plano al protagonizar It Takes a Thief, serie de televisión traducida como Ladrón sin destino, que se prolonga hasta 1970. En esta década, Wagner también actúa en capítulos de series destacadas como Las calles de San Francisco.
Su nuevo matrimonio con Natalie Wood en 1972 le devuelve la popularidad perdida, lo que oo lleva a aparecer en la superproducción de catástrofe El coloso en llamas de John Guillermin y en la superproducción bélica La batalla de Midway de Jack Smight. En 1974 trabaja también en la serie La fuga de Colditz. 
Entre 1975 y 1978 protagoniza la serie Enchufado junto con Albert Finn y en 1979 hasta 1984 será Jonathan Hart en la serie Hart to Hart, que protagonizaba junto con Stefanie Powers, en la que encarnaban a un matrimonio de detectives multimillonarios. 
Durante los años ochenta continúa trabajando en telefilmes e incluso en los noventa vuelve a retomar el papel de Jonathan Hart en telefilmes basados en nuevas aventuras del matrimonio detectivesco. En cuanto al cine aparece en la película sobre la vida de Bruce Lee, Dragón: la verdadera historia de Bruce Lee e interpreta el personaje de Número Dos en las distintas aventuras de Austin Powers.

## Vida personal
En 1957 contrajo matrimonio con Natalie Wood, quien tenía entonces diecinueve años. Su matrimonio duraría hasta 1962. Tras su primer divorcio, Robert Wagner se casó con Marion Marshall, de quien se divorció en 1970 después de haber tenido dos hijos.
Vuelve a casarse en 1972 con Natalie Wood, matrimonio que duraría hasta la muerte de ella, ocurrida en 1981. Con ella tuvo a su segundo hijo, Courtney, nacido en 1974.
Después de quedar viudo, Wagner se casó en 1991 con la actriz y amiga de la escuela, Jill St. John, con quien permanece hasta hoy.

## Películas
| Año  | Título                                            | Personaje                                           | Observaciones                                                                                 |
| ---- | ------------------------------------------------- | --------------------------------------------------- | --------------------------------------------------------------------------------------------- |
| 1951 | The Frogmen                                       | Teniente (jg) Franklin                              |                                                                                               |
| 1951 | Halls of Montezuma                                | Soldado Coffman                                     |                                                                                               |
| 1951 | Let's Make It Legal                               | Jerry Denham                                        |                                                                                               |
| 1952 | With a Song in My Heart                           | Paracaidista                                        |                                                                                               |
| 1952 | Stars and Stripes Forever                         | Willie Little                                       |                                                                                               |
| 1952 | What Price Glory?                                 | Soldado Lewisohn                                    |                                                                                               |
| 1953 | Beneath the 12-Mile Reef                          | Tony Petrakis                                       |                                                                                               |
| 1953 | Titanic                                           | Gifford "Giff" Rogers                               |                                                                                               |
| 1954 | Broken Lance                                      | Joe Devereaux                                       |                                                                                               |
| 1954 | Prince Valiant                                    | Príncipe Valiente                                   |                                                                                               |
| 1955 | White Feather                                     | Josh Tanner                                         |                                                                                               |
| 1956 | A Kiss Before Dying                               | Bud Corliss                                         |                                                                                               |
| 1956 | Between Heaven and Hell                           | Sam Gifford                                         |                                                                                               |
| 1956 | The Mountain                                      | Christopher Teller                                  |                                                                                               |
| 1957 | The True Story of Jesse James                     | Jesse James                                         |                                                                                               |
| 1958 | The Hunters                                       | Teniente Pell                                       |                                                                                               |
| 1958 | In Love and War                                   | Frank "Frankie" O'Neill                             |                                                                                               |
| 1958 | Mardi Gras                                        | Aparición sin acreditar                             |                                                                                               |
| 1959 | Say One for Me                                    | Tony Vincent                                        |                                                                                               |
| 1960 | All the Fine Young Cannibals                      | Chad Bixby (el personaje está basado en Chet Baker) |                                                                                               |
| 1961 | Sail a Crooked Ship                               | Gilbert Barrows                                     |                                                                                               |
| 1962 | The War Lover                                     | Teniente Ed Boland                                  |                                                                                               |
| 1962 | El día más largo                                  | US Army Ranger                                      |                                                                                               |
| 1963 | The Pink Panther                                  | George Lytton                                       |                                                                                               |
| 1966 | Harper                                            | Allan Taggert                                       |                                                                                               |
| 1967 | Banning                                           | Mike Banning                                        |                                                                                               |
| 1968 | Don't Just Stand There!                           | Lawrence Colby                                      |                                                                                               |
| 1969 | Winning                                           | Luther Erding                                       |                                                                                               |
| 1974 | The Towering Inferno                              | Dan Bigelow                                         |                                                                                               |
| 1976 | Laurence Olivier Presents: Cat on a Hot Tin Roof  | Brick Pollitt                                       |                                                                                               |
| 1976 | La batalla de Midway                              | Teniente comandante Ernest L. Blake                 |                                                                                               |
| 1979 | The Concorde ... Airport '79                      | Kevin Harrison                                      |                                                                                               |
| 1983 | Curse of the Pink Panther                         | George Lytton                                       |                                                                                               |
| 1987 | Love Among Thieves                                | Mike Chambers                                       |                                                                                               |
| 1991 | Delirious                                         | Jack Gates (aparición sin acreditar)                |                                                                                               |
| 1993 | Dragon: The Bruce Lee Story                       | Bill Krieger                                        |                                                                                               |
| 1997 | Austin Powers: International Man of Mystery       | Número Dos                                          |                                                                                               |
| 1998 | Wild Things                                       | Tom Baxter                                          |                                                                                               |
| 1999 | Austin Powers: The Spy Who Shagged Me             | Número Dos                                          | Retoma el papel de la primera película de la serie                                            |
| 2000 | Becoming Dick                                     | Edward                                              |                                                                                               |
| 2001 | Sol Goode                                         | Padre de Sol                                        |                                                                                               |
| 2002 | Austin Powers in Goldmember                       | Número Dos                                          | Retoma el papel de las dos primeras películas de la serie                                     |
| 2006 | Everyone's hero                                   |                                                     |                                                                                               |
| 2007 | Netherbeast Incorporated                          | Presidente James Garfield                           |                                                                                               |
| 2007 | Man in the Chair                                  | Taylor Moss                                         | Wagner ganó, junto con otros miembros del reparto, el premio al mejor reparto del Method Fest |
| 2007 | A Dennis the Menace Christmas                     | Mr. Wilson                                          | Directamente para vídeo                                                                       |
| 2009 | The Wild Stallion                                 | Novak                                               | Directamente para vídeo                                                                       |
| 2014 | The Hungover Games                                | Liam                                                | Directamente para vídeo                                                                       |
| 2022 | Romantic Mysticism: The Music of Billy Goldenberg | Él mismo                                            | Documental                                                                                    |